# Archäologisches Pilgermuseum Globasnitz
Das Archäologische Pilgermuseum Globasnitz, auch Archäologisches Pilgermuseum Hemmaberg-Juenna ist ein Museum in der Kärntner Gemeinde Globasnitz. Es wurde 2006 nach einem Umbau neueröffnet und widmet sich der Präsentation der spätantiken bzw. frühchristlichen Funde aus den archäologischen Grabungen am Hemmaberg sowie aus der römischen Siedlung und dem ostgotischen Gräberfeld im darunterliegenden Tal. Diese sind von großer historischer Bedeutung, da sie einen Einblick in die sonst „dunkle“, d. h. schwer fassbare Zeit des Übergangs von der Spätantike ins Frühmittelalter erlauben. 2014 wurde das Museum als erstes in Kärnten von der österreichischen Abteilung des International Council of Museums mit dem Österreichischen Museumsgütesiegel ausgezeichnet. Das auf fünf Jahre begrenzte Gütesiegel wurde 2019 erneuert.
Das Museum ist regulär von Mai bis September geöffnet.

## Geschichte & Organisation
Erste systematische archäologische Forschungen am Hemmaberg fanden ab 1906 durch Hans Winkler, einen Notar aus Ptuj (Pettau), statt. Nach mehreren Jahrzehnten sporadischer Tätigkeit erfolgten seit 1978 wieder systematische Ausgrabungen durch Franz Glaser, den Leiter der Abteilung für provinzialrömische Archäologie am Landesmuseum Kärnten. Im Zuge dieser konnte das volle Ausmaß des spätantiken Pilgerortes auf dem Gipfelplateau des Hemmaberges mit seinen fünf Kirchen erfasst werden. Ab 1998 fanden auch Grabungen in dem Gräberfeld am Fuß des Berges statt, welches in die ausgehende Spätantike datiert werden konnte und eine starke ostgotische Präsenz nach Ende der römischen Herrschaft belegt.
Aus der zunehmenden Forschungstätigkeit ergab sich das Bedürfnis, die Funde auch lokal präsentieren zu können. 1982 stellte die Gemeinde Räumlichkeiten in einem Teil der damaligen Volksschule zur Verfügung. Nachdem die Volksschule in einen Neubau umgesiedelt worden war, erfolgte ab 2003 die Adaptierung des alten Schulgebäudes in ein modern konzipiertes Museum. Dieses wurde 2006 eröffnet. Die Konzeption basiert auf Gestaltungsrichtlinien, die für das kurz zuvor neu eingerichtete Museum in Teurnia entwickelt worden waren. Leitthema sollten nicht die nach Fundgruppen geordneten Objekte, sondern der dahinterstehende Mensch und seine Zeit sein.
Das Museum wird von der Gemeinde Globasnitz in Zusammenarbeit mit dem Geschichtsverein Hemmaberg-Juenna betreut und hat offiziell den Status eines „Partnermuseums“ des Landesmuseums Kärnten.

## Konzeption
In dem Garten, der dem Museum vorgelagert ist, befindet sich ein überdachtes Lapidarium, das römische Grabinschriften und Reliefs aus der Gegend präsentiert. Im Inneren besteht das Museum aus sechs Ausstellungsräumen mit unterschiedlichen Schwerpunkten. Im Foyer besteht die Möglichkeit, Besuchergruppen mit Dokumentarfilmen auf den weiteren Verlauf des Besuchs vorzubereiten. Im angrenzenden Raum werden einige Funde und Skelette aus dem spätantiken Gräberfeld in ihrer ursprünglichen Fundlage ausgestellt. Der Besucher erhält hier auch Informationen über anthropologische Forschungsmethoden. Bemerkenswert sind hierbei die künstlich deformierten Schädel einiger Individuen.
Im Obergeschoß werden kurz die Entwicklungen des Ortes in der Ur- und Frühgeschichte sowie der römischen Straßenstation Iuenna im Gebiet der heutigen Ortschaft Globasnitz beleuchtet. Der Rest der Ausstellungsfläche widmet sich dem Pilgerwesen und der aufkommenden Heiligenverehrung in der Spätantike. Der Alltag eines Reisenden jener Zeit soll nachvollziehbar gemacht werden. Weiters wird die Entwicklung der Kirchengruppe auf dem Hemmaberg dargestellt, wo sich um das Jahr 500 fünf Kirchen nebeneinander befanden. Einen wichtigen Aspekt bildet das daraus eventuell ablesbare parallele Vorhandensein von arianischen Christen und solchen, die (anders als jene) die Trinität als einen Glaubensgrundsatz angenommen hatten (vgl. hierzu das Bekenntnis von Nicäa). Das Grab einer Stifterin einer der Kirchen ist Teil der Präsentation. Weiters wird gezeigt, wie aus archäologischen Überresten Rückschlüsse auf die Ritualpraxis dieser frühen Christen gezogen werden können. Breiten Raum nehmen die aus den Kirchen geborgenen Mosaike und ihre Motivik ein.
Ein Raum im Zwischengeschoß widmet sich der jüngeren Heiligenverehrung am Hemmaberg, auf dem sich, neben der Kirche der namensgebenden Hemma von Gurk aus dem 15. Jahrhundert, auch eine der heiligen Rosalia geweihte Kapelle in einer Grotte befindet. Ein weiterer Raum des Museums steht der Gemeinde für jährlich wechselnde Sonderausstellungen zur Verfügung.

Einblick ins Museum
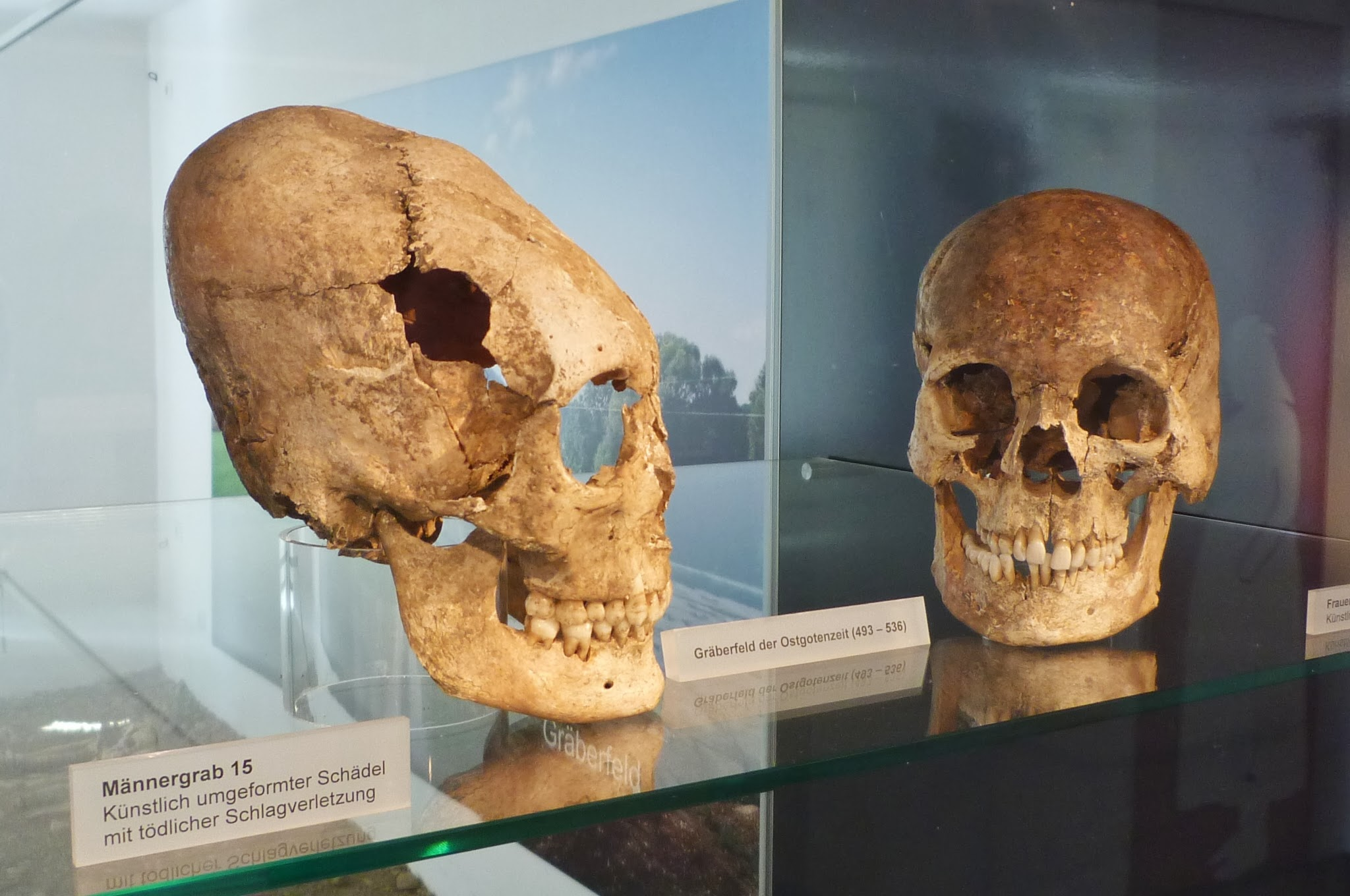
Künstlich deformierter Schädel aus dem Gräberfeld
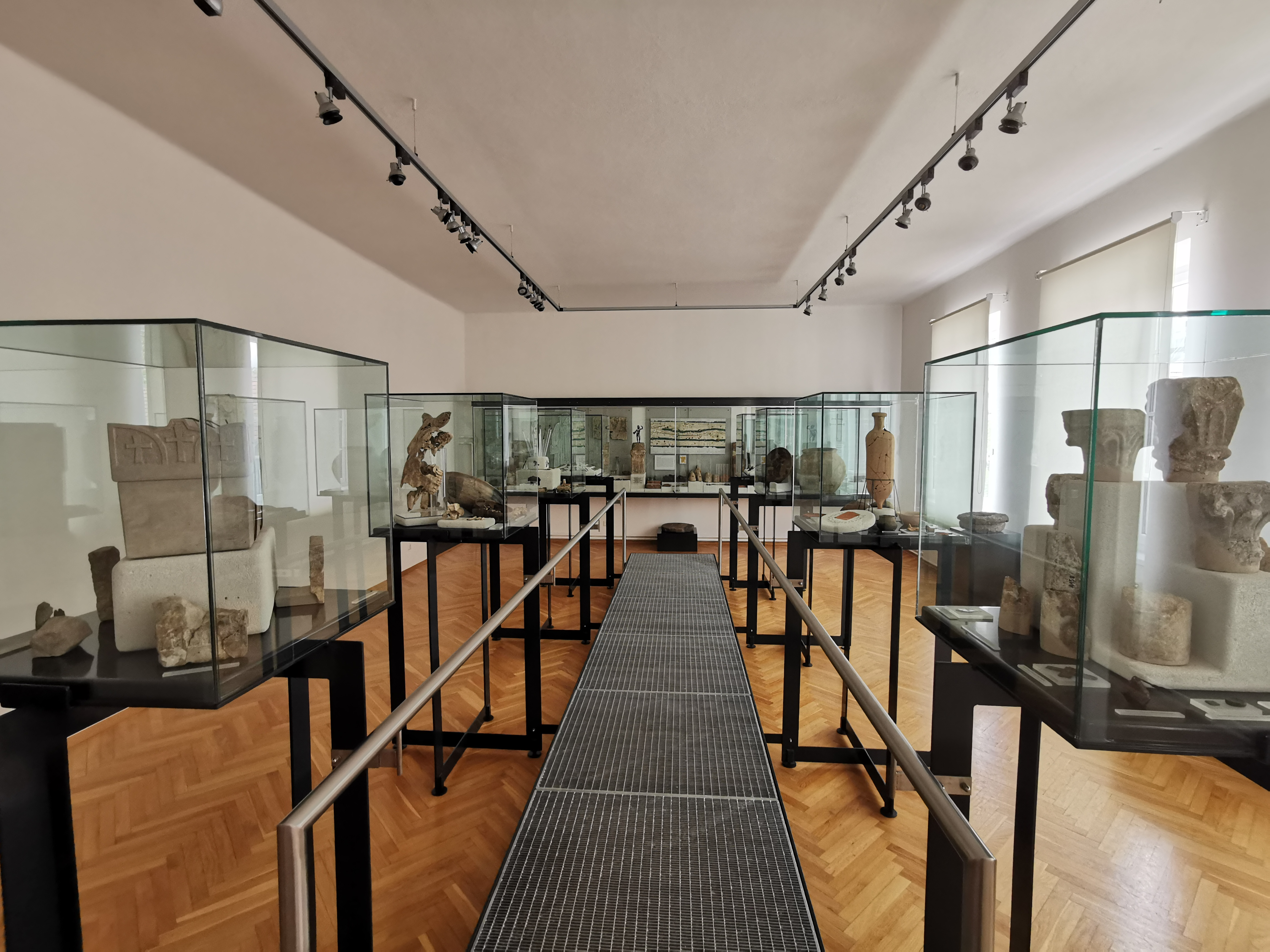
Funde rund um Pilgerwesen und Heiligenverehrung
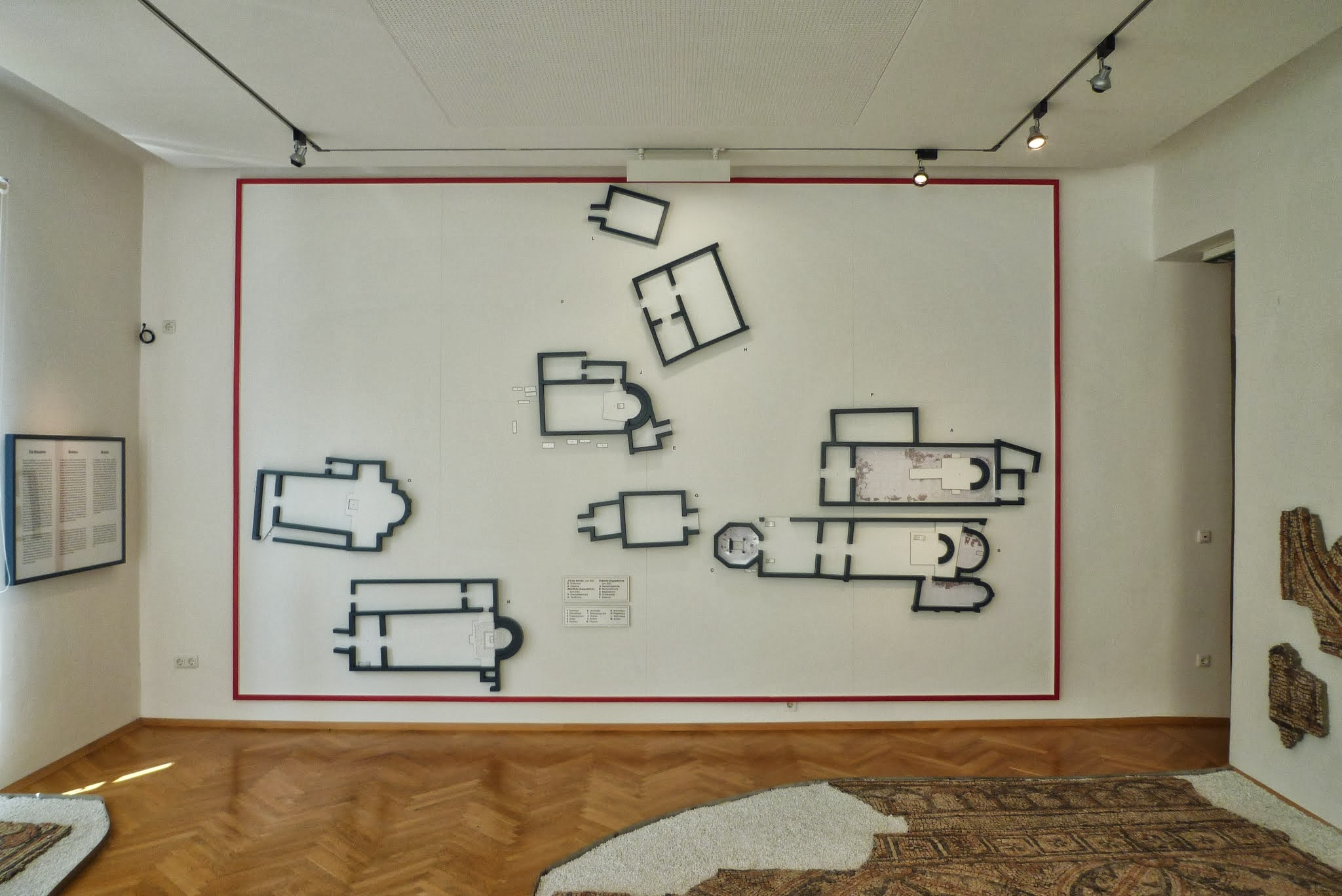
Lageplan der Kirchen und Mosaiken
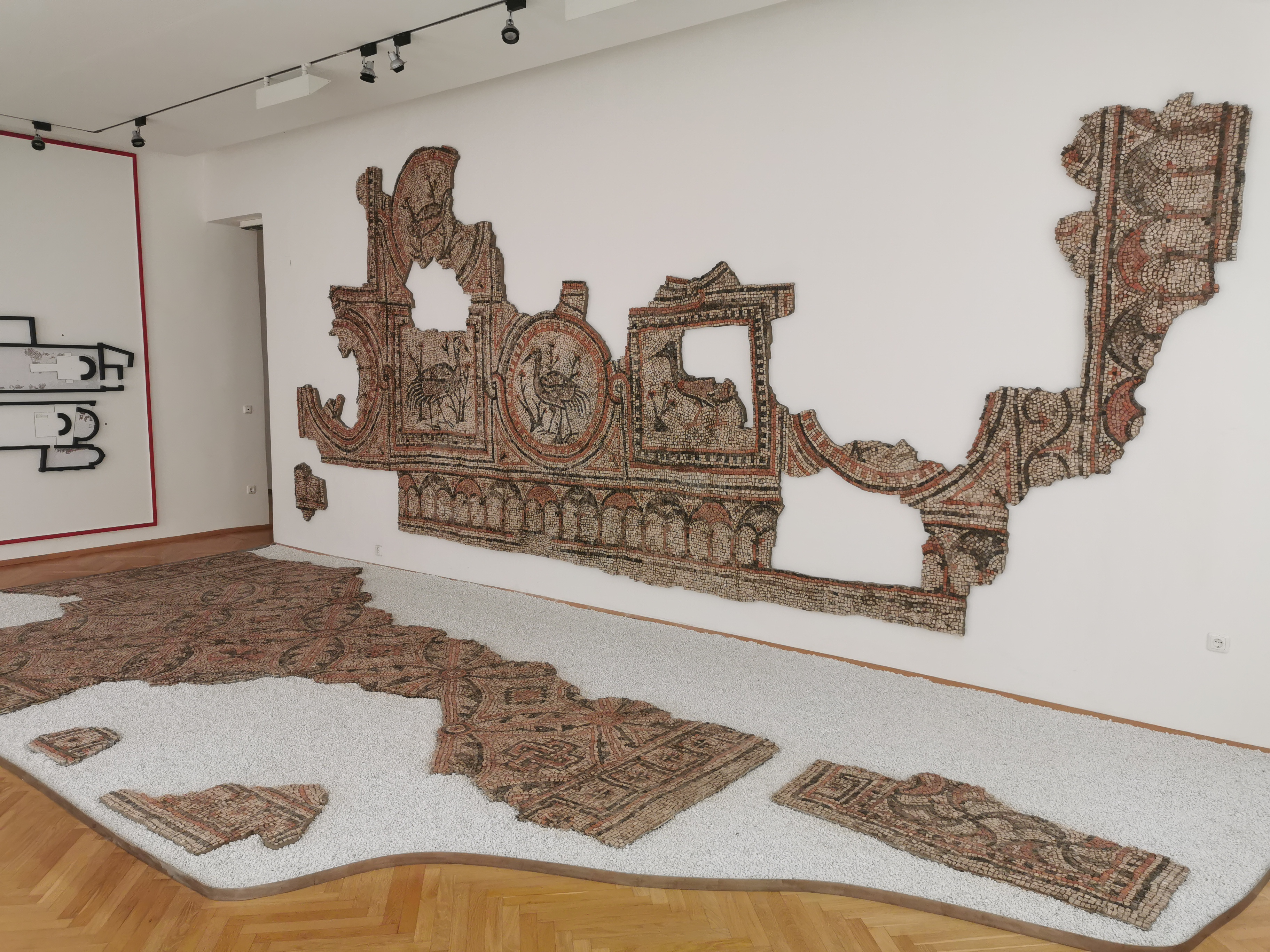
Mosaike mit Wasservögeln und geometrischen Motiven
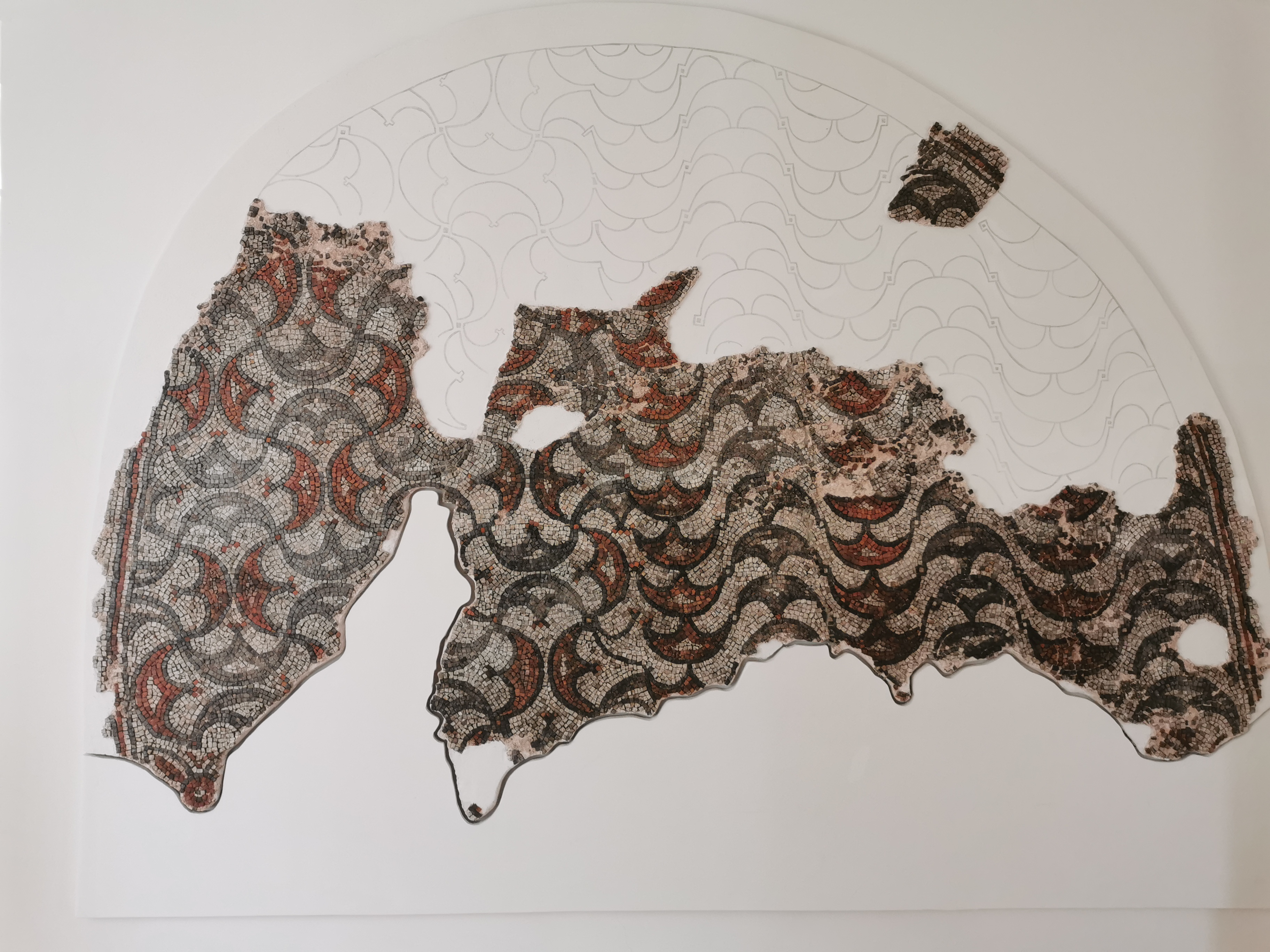
Mosaiboden mit Peltenmotiv aus der Apsis einer Kirche
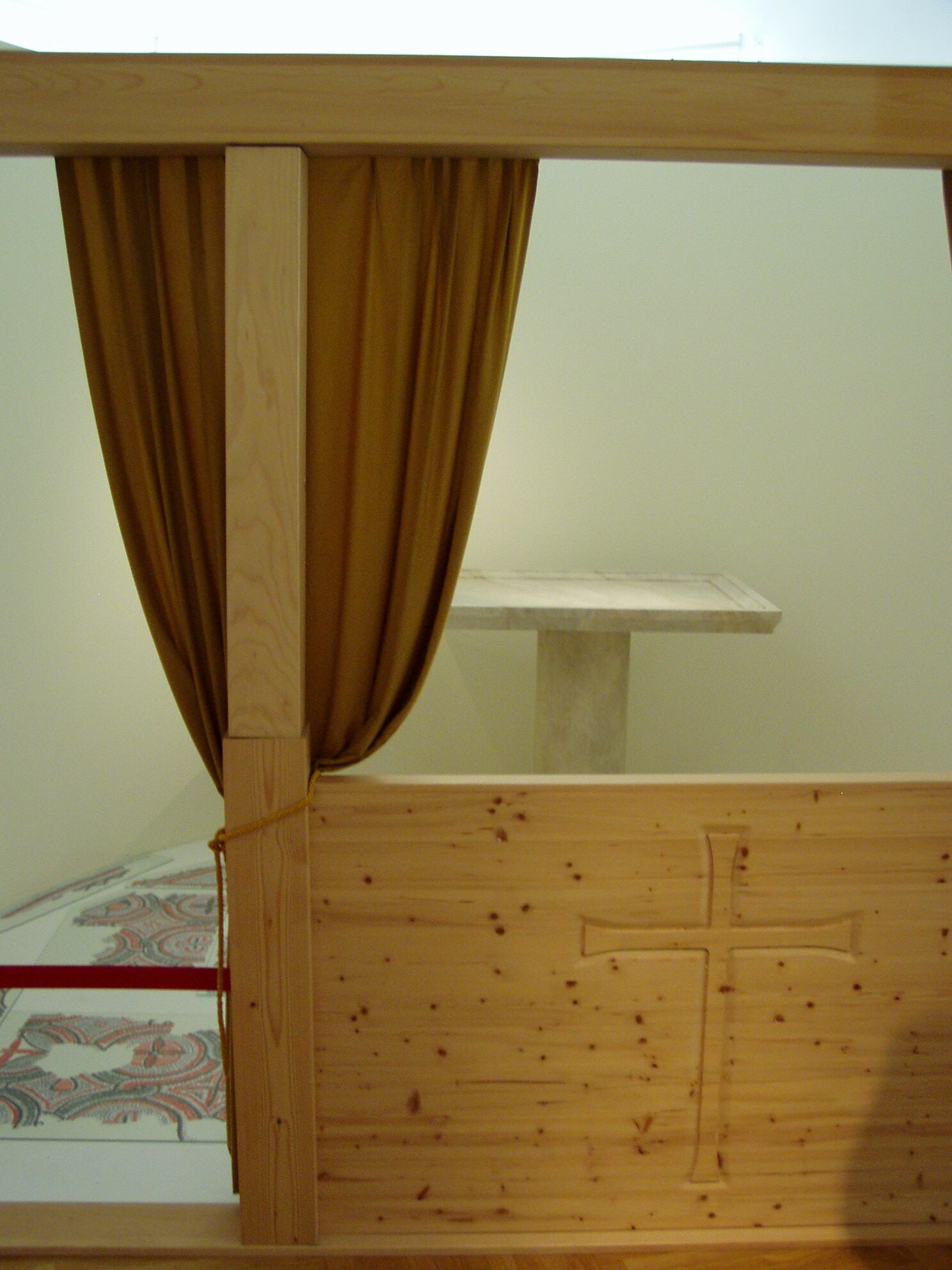
Rekonstruierter Altarraum einer der Kirchen